# Rude Boy (canción)
«Rude Boy» es una canción de la cantante barbadense Rihanna, extraída de su cuarto álbum de estudio, Rated R (2009). Fue lanzado como el cuarto sencillo global y tercero internacional del álbum el 5 de febrero de 2010, a través de Def Jam. Rihanna coescribió la canción con Ester Dean, Makeba Riddick y los productores Rob Swire y Stargate. «Rude Boy» es una canción clubby de reggae y R&B midtempo que incorpora elementos de raggamuffin. La canción recibió críticas mixtas a positivas de los críticos; algunos lo han llamado el punto culminante del álbum, pero otros criticaron la interpretación vocal «monótona» y «helada» de Rihanna. Sin embargo, la opinión sobre la canción ha mejorado con el tiempo, y varios críticos la han clasificado retrospectivamente como uno de los lanzamientos más fuertes de su discografía.
«Rude Boy» alcanzó el puesto número uno en el Billboard Hot 100 de Estados Unidos durante cinco semanas consecutivas y fue el sexto sencillo número uno de Rihanna en Estados Unidos. Fue un éxito comercial a nivel mundial, alcanzando el número uno en Australia y las cinco primeras posiciones en Alemania, Hungría, Irlanda, Nueva Zelanda, Noruega, Polonia, Eslovaquia y el Reino Unido. El video musical que lo acompaña fue dirigido por Melina Matsoukas, usó técnicas de pantalla verde y contó con accesorios que incluían un león y una cebra de peluche. Rihanna interpretó la canción en vivo por primera vez en el Pepsi Super Bowl Fan Jam en South Beach, Miami, y más tarde en The Ellen DeGeneres Show y Alan Carr: Chatty Man. «Rude Boy» también apareció en las listas de canciones de las giras Last Girl on Earth Tour, Loud Tour, Diamonds World Tour y Anti World Tour de Rihanna. En 2023, Rihanna interpretó la canción en el espectáculo de medio tiempo del Super Bowl LVII, después de lo cual resurgió en popularidad y se volvió viral en las redes sociales como un desafío de baile.

## Antecedentes
"Rude Boy" es un salón de baile de ritmo rápido pop, con Ragamuffin y las influencias ska. Rihanna escribió la canción con Mikkel S. Eriksen, Tor Erik Hermansen, Esther Dean, Makeba y Riddick Rob Swire en la clave menor con una firma de tiempo en tiempo común E, y un ritmo de noventa y seis latidos por minuto. Líricamente la canción tiene algunos de los raciest, contenido que Rihanna ha cantado sobre el que incluye varias veces preguntando en la canción "if big enough". El gancho está en un viejo término del argot jamaicano para los hombres sin ley. Producida por Rob Swire de Pendulum y el noruego Stargate, la canción utiliza un toque de tambores de acero que le da un toque muy caribeño, recordando a todos el patrimonio de Barbados de Rihanna. Varios críticos llaman la producción y el estilo vocal popa, heladas y monótona.

## Composición

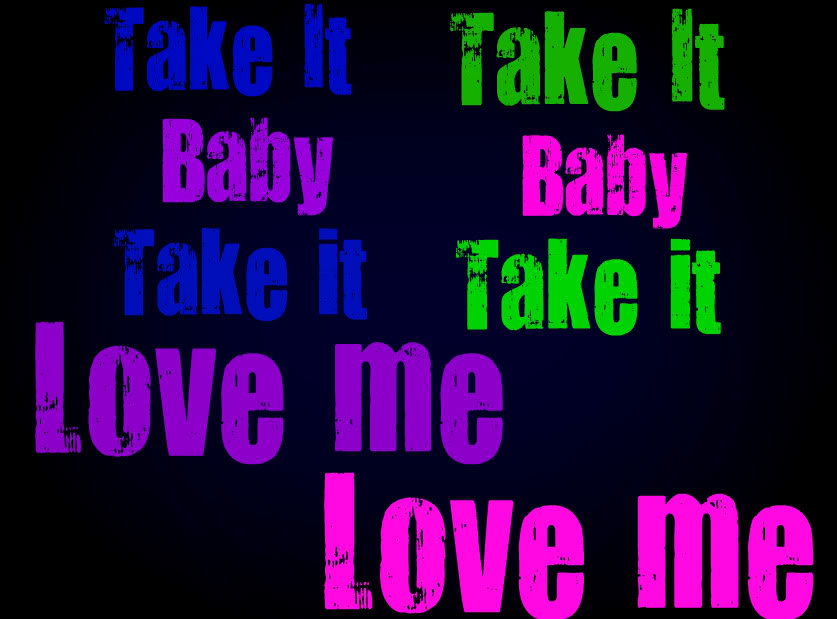
Letra contenida en "Rude Boy".

"Rude Boy" es un salón de baile de ritmo rápido y una canción pop con influencias raggamuffin y el ska. Rihanna escribió la canción con Mikkel S. Eriksen, Tor Erik Hermansen, Esther Dean, Makeba Riddick y Rob Swire en la clave de la menor con una firma de tiempo en tiempo común E, y un ritmo de noventa y seis latidos por minuto. Líricamente, "Rude Boy" es todo sobre el sexo y las burlas con letras como: "I wa-wa-want what you wa-wa-want/Give it to me baby como bum, bum, bum". La canción tiene algunos de los contenido racista que Rihanna ha cantado sobre el cual incluye varias veces preguntando si es "suficientemente grande". Según Reuters, el título de la canción, "Rude Boy", está tomado de una jerga jamaiquina de edad plazo para los hombres sin ley. Producido por Rob Swire y noruego equipo de producción de Stargate, la canción utiliza un toque de tambores de acero que le daun toque del Caribe. Varios críticos calificaron la producción y el estilo vocal popa, heladas y monótona.

## Crítica
La canción fue revisada de manera positiva por los críticos de música. Andy Kellman de Allmusic dijo que la canción era lo más cercano al conjunto de pop optimista. The Guardian lo calificó como un punto culminante del álbum y dijo que "Rude Boy" explota más el atractivo estilo vocal de Rihanna. Ann El diario Los Angeles Times describe la canción como una golfa de estilo recordando que adquiere un carácter de tal en un venir-en eso es realmente una burla devastadora. Poderes añadió que aun cuando Rihanna se ofrece en términos muy claros, ella todavía se cuestiona su valor y que "ella repite en el estribillo monótono, por lo que es difícil imaginar que cualquier pretendiente podría llegar a esta ocasión". Proyecto de Ley Cordero de About.com elogió la canción llamándola "la canción más inmediatamente la participación del álbum Rated R y que Rihanna proyecta una imagen dominante femenina que es exactamente lo que necesitaba para dejar atrás el lamentable capítulo de Chris Brown en su carrera. Sin embargo, Cordero añadió que la sensación de hielo se está agotando. Rihanna suena como si ella hubiera dado algunos pasos atrás para distanciarse de toda la canción. No es un alarde agradable, pero nunca estamos lo bastante comprometidos. Eric Henderson de Slant Magazine describe la canción como alguien en bruto sexo mal aconsejado. 
El revisor de Billboard escribió: "Rude Boy" es una de sus letras más provocativas y quizás más auténtica que suena hasta la fecha. La cantante hace un buen uso del título de la canción y un antiguo término del argot jamaicano para los hombres sin ley y disfruta su papel de antagonista. Los tambores de acero son una grata presencia en la producción, lo que da un espaldarazo a ska y dancehall. La arrogancia de Rihanna nunca ha sido tan convincente como en esta canción, y gracias a un vídeo de acompañamiento que rinde homenaje a MIA mundial referente a la cultura pop, "Rude Boy" se prepara para el éxito. Digital Spy examinó también la canción de manera positiva y su escritura. Por un lado, "Rude Boy" puede ser interpretado como una síntesis de ganar sus inicios Isla-pop, el hitmaking en un esfuerzo de Good Girl Gone Bad Era y la persona más amenazante que ella dio a conocer después de Grammygate. Por otra parte, es sólo un tema muy bueno ... es el momento más inmediato y pegadizos de su álbum de Rated R, un salón de baile y delicias de inflexión que lo lleva todo de diez segundos para llegar al gancho.

## Promoción

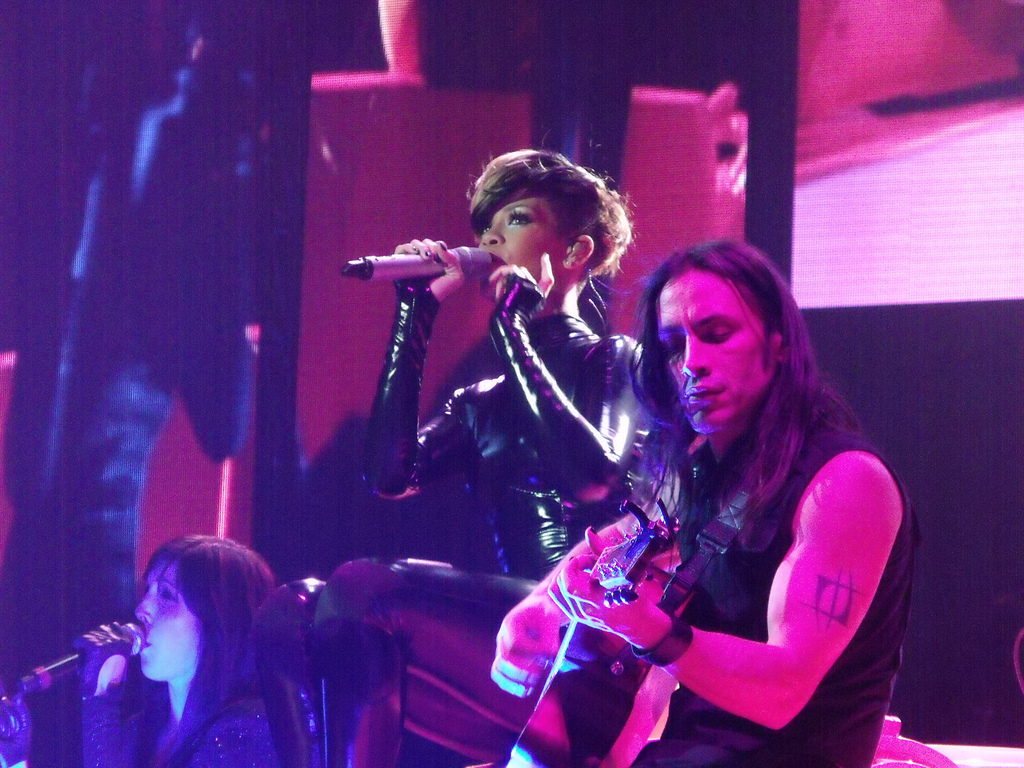
Rihanna cantando "Rude Boy" en The Last Girl On Earth Tour.

Rihanna estrenó la canción en vivo en el Pepsi Super Bowl Fan Jam en VH1, sin embargo, la grabación en vivo no permitió que el rendimiento debe ser correctamente, ya que se cortó en el aire debido a las restricciones de tiempo. El 2 de febrero de 2010, Rihanna grabó una serie de canciones de "AOL Music Sessions" incluyendo "Rude Boy" y estas actuaciones fueron en la página web de AOL el 23 de febrero de 2010. También interpretó la canción en el Show de Ellen DeGeneres que salió al aire el 15 de febrero de 2010. En el Reino Unido, Rihanna interpretó la canción de Alan Carr: Hombre hablador el 25 de febrero de 2010, y en GMTV al día siguiente. El 3 de marzo, se presentó la canción con dos robots en los premios ECHO en Berlín (Alemania). El 27 de marzo, Rihanna interpretó la canción como parte de un medley con "Hard" y "Don't Stop the Music" en el Kids Choice Awards 2010 de Nickelodeon. El 23 de mayo de 2010, interpretó la canción en BBC Radio 1's Big Weekend Festival de Música. Rihanna ha incluido sistemáticamente "Rude Boy" durante las actuaciones en su gira The Last Girl On Earth Tour.
El 12 de febrero de 2023, Rihanna la interpretó en vivo como parte del espectáculo de medio tiempo del Super Bowl LVII.

## Rendimiento en listas
El 17 de febrero de 2010, "Rude Boy" hizo su debut en el Billboard Hot 100 en el número 64 y en la lista Hot R&B/Hip-Hop Songs en el 62. La semana siguiente, se elevó hasta el número 23 en la obtención Hot 100, tanto "Airplay Gainer" y "Greatest Gainer" etiquetas, convirtiéndose en el sencillo 19 de Rihanna en estar en las primeras cuarenta posiciones. La siguiente semana la canción saltó a número 8, convirtiéndose en el sencillo decimocuarto en estar entre los diez primeros y convirtiéndola en la artista femenina con más éxitos entre los diez primeros desde 2000. Esto también le dio su tercer hit de Rihanna consecutivas entre los diez primeros en la tabla de puntuación. La canción alcanzó el número 1 el 18 de marzo de 2010, convirtiéndose en el más alto de gráficos a partir de Rated R, y dando la cantante a su sexto número 1 en el Hot 100.
"Rude Boy" alcanzó el número 1 en el Hot 100 durante cinco semanas consecutivas, por lo que es el segundo más largo en el número uno de Rihanna, "Umbrella" de ser el más largo con 7 semanas número uno en los Estados Unidos y 10 semanas en Reino Unido. También se elevó al "Airplay Gainer". Sobre el tema de fecha 13 de abril de 2010, la canción fue el "Hot Shot Debut", entrando en el número 29 de la lista Hot Dance Club Songs. La canción también alcanzó el número uno en las listas de Radio Songs, Pop Songs, Rítmica Airplay Chart. Además, alcanzó el número dos en la carta Digital Songs y R&B/Hip-Hop Songs. Sobre el tema de fecha 17 de abril de 2010, la canción debutó en la lista Adult Pop Songs en el número 37. Sobre el tema de fecha 1 de mayo de 2010 la canción se convirtió en un séptimo número 1 de Rihanna en la lista Hot Dance Airplay del Año.
"Rude Boy" apareció por primera vez en el UK Singles Chart en el número 52 el 24 de enero de 2010. En la misma semana, su entrada en el Reino Unido R&B en el número 19. El 7 de marzo de 2010, que alcanzó su pico de número dos en la lista de sencillos, marcado su éxito duodécimo entre los diez primeros en el país. En suma, de acuerdo a la compañía The Official UK Charts Company, «Rude Boy» ha vendido alrededor de 400 mil copias en el Reino Unido, las cuales le convierten en el sencillo más vendido de Rate R en el estado y en el tercer sencillo más vendido de Rihanna en el mismo, después de «Umbrella» y «Disturbia», respectivamente. En Canadá, la canción debutó en el número 99 el 27 de enero de 2010, y llegó a estar en el número 7. El 18 de febrero de 2010, la canción debutó en el puesto número 11 en la lista de sencillos de Irlanda. Con el tiempo llegó a un máximo del número 3, por lo que es de Rihanna decimoquinto sencillo entre los diez primeros en el país. La canción recibió una certificación de oro en Nueva Zelanda después de vender 7.500 ejemplares. Al mismo tiempo, en el Australian Singles Chart, "Rude Boy" se convirtió en el cuarto número 1 de Rihanna en un 7 de marzo de 2010, y fue disco de platino a finales de marzo, con 70.000 copias vendidas. A continuación, la certificación de platino 2x, vendiendo más de 140.000 ejemplares, lo que hace "Rude Boy" uno de los más grandes sencillos Rihanna de su carrera desde 2005. "Rude Boy" estuvo 400 semanas en listas.

## Video musical
El video fue dirigido por la directora de videos musicales Melina Matsoukas en enero de 2010 en Hollywood (Los Ángeles, California) y fue baleado frente a una pantalla verde. Matsoukas anteriormente dirigió el video de Rihanna "Hard". El video se estrenó el 10 de febrero de 2010, en VEVO. Rihanna dijo que el vídeo es completamente diferente de cualquier otro vídeo que ha grabado antes, y lo describió como "muy freakin' cool". Y añadió: "Muchos de mis videos son realmente oscuros, tensos y difíciles. Rude Boy es más jugando a lo largo de las líneas de mis raíces." El video musical tiene algunas similitudes con el video de la canción "Boyz", de M.I.A.. La directora Matsoukas ha respondido oficialmente al decir que no estaba estafando a nadie, y que creía que los videos eran grandes, muy bien, ya todos nos inspiramos mutuamente hasta el punto de donde algo es siempre como algo más. El video llegó a tener más de 200 millones de vistas en VEVO.
En la primera escena Rihanna aparece con un vestido hecho por pedazos de discos, caminado hacia una batería, en el fondo de la escena se pueden observar una gran mezcla de colores, ya que el vídeo está relacionado con Jamaica y el Caribe. Según va transcurriendo las escenas se le puede observar con una falda de flecos, rastas y gafas. Rihanna hace escenas trepada en el lomo de un león el que lleva una corona, mientras que la diva del pop lleva a su cuello serpientes de peluche enrolladas, también se puede ver a Rihanna que lleva un vestuario similar al del leopardo. En algunos intervalos aparecen bailarines y figuras de colores como leones, algunos fragmentos de la lírica de la canción, relojes, granadas, el título del vídeo y casetes. En una parte del vídeo Rihanna coquetea con los bailarines y se menea encima de unas bocinas, con una peluca y un vestuario muy sensual. También aparece en cima de una motocicleta y al final del vídeo se le puede ver trepada en una cebra con un vestuario del mismo color del animal y con un fondo en blanco y negro haciendo una diferencia en todo el vídeo que es como un arco iris.

## Premios y nominaciones
| Año  | Ceremonia               | Premio                                    | Resultado |
| ---- | ----------------------- | ----------------------------------------- | --------- |
| 2010 | Teen Choice Awards      | Choice Music: Sencillo                    | Nominado  |
| 2010 | MTV Video Music Awards  | Mejor edición de video                    | Nominado  |
| 2010 | MTV Europe Music Awards | Mejor canción                             | Nominado  |
| 2010 | Soul Train Awards       | Mejor grabación de baile                  | Nominado  |
| 2010 | MucMusic Video Awards   | Mejor artista internacional de video      | Nominado  |
| 2011 | Barbados Music Awards   | Video musical del año (femenino)          | Nominado  |
| 2011 | Barbados Music Awards   | Canción del año                           | Nominado  |
| 2011 | Barbados Music Awards   | Mejor sencillo pop/alternativo/rock/dance | Ganador   |

## Tracks
| - Digital and CD Single 1. "Rude Boy" – 3:43 2. "Rude Boy" (Versión instrumental) – 3:43 - Rude Boy TC Remix download single 1. "Rude Boy (TC Remix)" – 4:18 - Rude Boy - Digital 45 Single 1. "Rude Boy (Wideboy Stadium Radio Mix)" – 3:17 2. "Rude Boy" – 3:42 | - Rude Boy - The Remixes (from masterbeat.com) 1. "Rude Boy (Chew Fu Bumbaclot Fix Radio Edit)" – 4:08 2. "Rude Boy (Low Sunday Radio Edit)" – 3:22 3. "Rude Boy (Chew Fu Bumbaclot Fix Extended)" – 6:38 4. "Rude Boy (Jonathan Peters Club Banger)" – 7:07 5. "Rude Boy (Low Sunday Club Mix)" – 6:30 6. "Rude Boy (Jonathan Peters Dub Banger)" – 6:49 |

## Listas y certificaciones
| Lista                                            | Mejor Posición |
| ------------------------------------------------ | -------------- |
| Australia (Australian Singles Chart)             | 1              |
| Austria (Austrian Singles Chart)                 | 6              |
| Australia (Australian Urban Singles)             | 1              |
| Bélgica (Belgium Singles Chart)                  | 3              |
| Bulgaria (Bulgaria Singles Chart)                | 1              |
| Canadá (Canadian Hot 100)                        | 7              |
| República Checa (Czech Republic Singles Chart)   | 7              |
| Dinamarca (Dannish Singles Chart)                | 3              |
| Países Bajos (Dutch Top 40)                      | 9              |
| Europa (European Hot 100 Singles)                | 8              |
| Europa (Finnish Singles Chart)                   | 6              |
| Francia (French Singles Chart)                   | 8              |
| Alemania (German Singles Chart)                  | 4              |
| Hungría (Hungarian Singles Chart)                | 3              |
| Irlanda (Irish Singles Chart)                    | 3              |
| Italia (Italian Singles Chart)                   | 8              |
| Nueva Zelanda (New Zealand Singles Chart)        | 3              |
| Noruega (Norwegian Singles Chart)                | 3              |
| Eslovaquia (Slovakia Singles Chart)              | 2              |
| Suecia (Swedish Singles Chart)                   | 11             |
| Suiza (Swiss Singles Chart)                      | 5              |
| Reino Unido (UK Singles Chart)                   | 2              |
| Reino Unido (UK R&B Chart)                       | 1              |
| Estados Unidos (Billboard Hot 100)               | 1              |
| Estados Unidos (Billboard Hot Dance Club Songs)  | 1              |
| Estados Unidos (Billboard Hot R&B/Hip-Hop Songs) | 2              |
| Estados Unidos (Billboard Pop Songs)             | 1              |
| Estados Unidos (Billboard Radio Songs)           | 1              |
| España (Spanish Top 40)                          | 10             |
| Estados Unidos (Billboard Digital Songs)         | 1              |

| 2010                              |    |
| Australian Urban Chart            | 12 |
| Belgium Singles Chart (Wallonia)  | 27 |
| Billboard Hot 100                 | 15 |
| US Billboard Pop Songs            | 23 |
| US Billboard Hot Dance Club Songs | 26 |
| US Billboard Digital Songs        | 28 |
| US Billboard Radio Songs          | 11 |
| Canadian Hot 100                  | 38 |
| European Hot 100                  | 24 |
| UK Singles Chart                  | 13 |
| Belgium Singles Chart (Flanders)  | 35 |
| Austria Top 75                    | 60 |
| World Singles Top 40              | 18 |
| Switzerland Media Control AG      | 41 |
| Dutch Top 40                      | 95 |
| Australian Singles Chart          | 33 |
| New Zealand Singles Chart         | 34 |

| País           | Certificación | Ventas/Remesas | Ref.   |
| -------------- | ------------- | -------------- | ------ |
| Australia      | 4× Platino    | 280 000        | [ 26 ] |
| Bélgica        | Oro           | 15 000         | [ 27 ] |
| Dinamarca      | Oro           | 7 500          | [ 28 ] |
| Estados Unidos | 5× Platino    | 3 040 000      | [ 29 ] |
| Nueva Zelanda  | Platino       | 15 000         | [ 30 ] |
| Reino Unido    | Platino       | 703 300        | [ 31 ] |
| Suiza          | Oro           | 15 000         | [ 32 ] |

### Sucesión en listas
| Predecesor: "Replay" de Iyaz                             | UK R&B Chart Sencillo N° 1 21 de febrero de 2010 - 27 de febrero de 2010         | Sucesor: "In My Head" de Jason Derulo              |
| Predecesor: "In My Head" de Jason Derulo                 | Australian Singles Chart- Sencillo N° 1 7 de marzo de 2010 - 21 de marzo de 2010 | Sucesor: "Hey, Soul Sister" de Train               |
| Predecesor: "Break Your Heart" de Taio Cruz con Ludacris | Billboard Hot 100 - Sencillo N° 1 21 de marzo de 2010 - 24 de abril de 2010      | Sucesor: "Nothin' on You" de B.o.B. con Bruno Mars |
| Predecesor: "Nothin' on You" de B.o.B. con Bruno Mars    | U.S Rhythmic Airplay Chart - Sencillo N° 1 1 de mayo de 2010 - 8 de mayo de 2010 | Sucesor: "Nothin' on You" de B.o.B. con Bruno Mars |
| Predecesor: "Video Phone" de Beyoncé con Lady Gaga       | U.S Hot Dance Club Songs Sencillo N° 1 15 de mayo de 2010                        | Sucesor: "Pyramid" de Charice con Iyaz             |
| Predecesor: "In My Head" de Jason Derulo                 | U.S Pop Songs - Sencillo N° 1 8 de mayo de 2010 - 15 de mayo de 2010             | Sucesor: "Nothin' on You" de B.o.B. con Bruno Mars |

## Lanzamiento
| País          | Día                   | Formato          | Label   |
| ------------- | --------------------- | ---------------- | ------- |
| Irlanda       | 19 de febrero de 2010 | Sencillo en CD   | Def Jam |
| Australia     | 22 de febrero de 2010 | Descarga digital | Def Jam |
| Austria       | 22 de febrero de 2010 | Descarga digital | Def Jam |
| Francia       | 22 de febrero de 2010 | Descarga digital | Def Jam |
| Irlanda       | 22 de febrero de 2010 | Descarga digital | Def Jam |
| Italia        | 22 de febrero de 2010 | Descarga digital | Def Jam |
| Holanda       | 22 de febrero de 2010 | Descarga digital | Def Jam |
| Nueva Zelanda | 22 de febrero de 2010 | Descarga digital | Def Jam |
| Portugal      | 22 de febrero de 2010 | Descarga digital | Def Jam |
| España        | 22 de febrero de 2010 | Descarga digital | Def Jam |
| Alemania      | 5 de marzo de 2010    | Sencillo en CD   | Def Jam |
| Francia       | 15 de marzo de 2010   | Sencillo en CD   | Def Jam |

| País           | Día                  | Formato |
| -------------- | -------------------- | ------- |
| Estados Unidos | 9 de febrero de 2010 | Urban   |